# K.ODA TOUR 1997-1998 THRU THE WINDOW
『K.ODA TOUR 1997-1998 THRU THE WINDOW』（ケー・オダ・ツアー 1997-1998 スルー・ザ・ウィンドウ）は、1998年6月24日に発売された、小田和正の映像作品。小田自身にとってソロになってから初のライブビデオである。

## 解説
1997年9月2日から1998年2月3日にかけて、全国50ヶ所、65公演の規模で行なわれたコンサート・ツアーの中から、最終公演となった東京国際フォーラム・ホールAでのライブを収録。映像特典として、ツアー先の名所などを小田が訪れたVTRをまとめた「ご当地紀行」のダイジェスト版が収められている。
2003年にDVD化。さらに2016年にはオフコース・小田和正4タイトルの同時Blu-ray化にて、Blu-rayディスクにてそれぞれ再発された。

## 収録曲
| 全作詞・作曲: 小田和正。 |                              |          |            |
| #                        | タイトル                     | 作詞     | 作曲・編曲 |
| 1.                       | 「緑の街」                   | 小田和正 | 小田和正   |
| 2.                       | 「風の坂道」                 | 小田和正 | 小田和正   |
| 3.                       | 「風に吹かれて」             | 小田和正 | 小田和正   |
| 4.                       | 「やさしさにさようなら」     | 小田和正 | 小田和正   |
| 5.                       | 「遠い海辺」                 | 小田和正 | 小田和正   |
| 6.                       | 「秋の気配」                 | 小田和正 | 小田和正   |
| 7.                       | 「思い出に変わるまで」       | 小田和正 | 小田和正   |
| 8.                       | 「so long my love」          | 小田和正 | 小田和正   |
| 9.                       | 「愛を止めないで」           | 小田和正 | 小田和正   |
| 10.                      | 「もっと近くに」             | 小田和正 | 小田和正   |
| 11.                      | 「ラブ・ストーリーは突然に」 | 小田和正 | 小田和正   |
| 12.                      | 「僕の贈りもの」             | 小田和正 | 小田和正   |
| 13.                      | 「そのままの君が好き」       | 小田和正 | 小田和正   |
| 14.                      | 「伝えたいことがあるんだ」   | 小田和正 | 小田和正   |
| 15.                      | 「君との思い出」             | 小田和正 | 小田和正   |
| 16.                      | 「風のように」               | 小田和正 | 小田和正   |

## THE BAND（出演者）
- 小田和正 - ヴォーカル、ギター、キーボード
- 木村万作 - ドラムス
- 山内薫 - ベース
- 稲葉政裕 - ギター
- 栗尾直樹 - キーボード
- 園山光博 - サックス
- 山本潤子 - コーラス
- 今滝真理子 - コーラス